# Centropyge tibicen
Centropyge tibicen е вид лъчеперка от семейство Pomacanthidae.

## Разпространение
Видът е разпространен в Австралия (Лорд Хау), Вануату, Виетнам, Индонезия, Камбоджа, Китай, Малайзия, Микронезия, Нова Каледония, Остров Норфолк, Остров Рождество, Палау, Папуа Нова Гвинея, Провинции в КНР, Северни Мариански острови, Сингапур, Соломонови острови, Тайван, Тайланд, Тонга, Фиджи, Филипини и Япония.